# Tage Schultz
Tage Schultz (født 16. juni 1916 i København, død 2. februar 1983 i København) var en dansk hockeyspiller, der deltog på det danske landshold ved OL 1936 i Berlin. Tage Schultz spillede for Orient og opnåede blot en enkelt landskamp, nemlig under OL i 1936.
Ved OL i 1936 blev Danmark delt nummer syv blandt de elleve deltagende hold efter nederlag i indledende runde til Tyskland og uafgjort mod Afghanistan samt i nederlag i to placeringskampe mod henholdsvis Schweiz og Japan. Tage Schultz var den yngste på det danske hold med sine 20 år.